# 布兰特
布兰特（英語：Brant）是美国纽约州伊利县的一个镇，地处伊利县西南部，同时位于布法罗西南。2010年美国人口普查时，该镇有2065人。布兰特镇建于1839年，其名称源于莫霍克人酋长约瑟·布兰特。